# Hinga
Hinga is een bestuurslaag in het regentschap Flores Timur van de provincie Oost-Nusa Tenggara, Indonesië. Hinga telt 872 inwoners (volkstelling 2010).